# Confine tra Ecuador e Perù
Il confine tra l'Ecuador e il Perù descrive la linea di demarcazione tra questi due stati. Ha una lunghezza di 1.420 km.

### Frontiera acquatica

Frontiera marittima tra i due Paesi

## Caratteristiche

### Frontiera terrestre
La linea di confine interessa la parte est e sud dell'Ecuador e quella nord del Perù. Ha un andamento generale da nord-est a sud-ovest.
Il confine fu definito nel 1942 con il Protocollo di Rio de Janeiro.

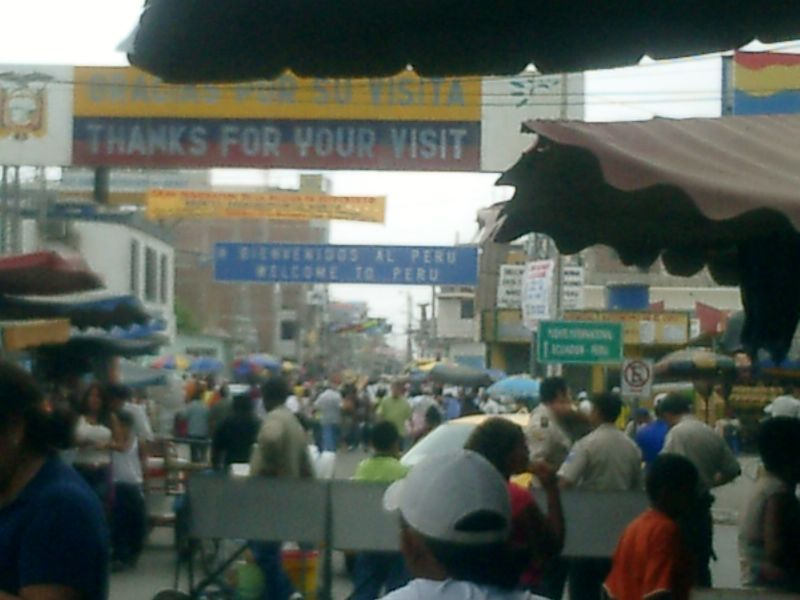
Confine tra Huaqillas (Ecuador) e Zarumilla (Perù)

Inizia alla triplice frontiera tra Colombia, Ecuador e Perù e termina sulla costa dell'Oceano Pacifico.